# Platylabus pedatorius
Platylabus pedatorius là một loài tò vò trong họ Ichneumonidae.